# Redon (quận)
Quận Redon là một quận của Pháp, nằm ở tỉnh Ille-et-Vilaine, ở vùng Bretagne. Quận này có 7 tổng và 53 xã.

## Các đơn vị hành chính

### Các tổng
Các tổng của quận Redon là: 
1. Bain-de-Bretagne
2. Grand-Fougeray
3. Guichen
4. Maure-de-Bretagne
5. Pipriac
6. Redon
7. Le Sel-de-Bretagne

### Các xã
Các xã của quận Redon, và mã INSEE là: 
| 1. Bain-de-Bretagne (35012)      | 2. Bains-sur-Oust (35013)            | 3. Baulon (35016)                | 4. Bourg-des-Comptes (35033)        |
| 5. Bovel (35035)                 | 6. Bruc-sur-Aff (35045)              | 7. Campel (35048)                | 8. Chanteloup (35054)               |
| 9. Comblessac (35084)            | 10. Crevin (35090)                   | 11. Ercé-en-Lamée (35106)        | 12. Goven (35123)                   |
| 13. Grand-Fougeray (35124)       | 14. Guichen (35126)                  | 15. Guignen (35127)              | 16. Guipry (35129)                  |
| 17. La Bosse-de-Bretagne (35030) | 18. La Chapelle-Bouëxic (35057)      | 19. La Chapelle-de-Brain (35064) | 20. La Couyère (35089)              |
| 21. La Dominelais (35098)        | 22. La Noë-Blanche (35202)           | 23. Laillé (35139)               | 24. Lalleu (35140)                  |
| 25. Langon (35145)               | 26. Lassy (35149)                    | 27. Le Petit-Fougeray (35218)    | 28. Le Sel-de-Bretagne (35322)      |
| 29. Les Brulais (35046)          | 30. Lieuron (35151)                  | 31. Lohéac (35155)               | 32. Loutehel (35160)                |
| 33. Maure-de-Bretagne (35168)    | 34. Mernel (35175)                   | 35. Messac (35176)               | 36. Pancé (35212)                   |
| 37. Pipriac (35219)              | 38. Pléchâtel (35221)                | 39. Poligné (35231)              | 40. Redon (35236)                   |
| 41. Renac (35237)                | 42. Saint-Ganton (35268)             | 43. Saint-Just (35285)           | 44. Saint-Malo-de-Phily (35289)     |
| 45. Saint-Senoux (35312)         | 46. Saint-Sulpice-des-Landes (35316) | 47. Saint-Séglin (35311)         | 48. Sainte-Anne-sur-Vilaine (35249) |
| 49. Sainte-Marie (35294)         | 50. Saulnières (35321)               | 51. Sixt-sur-Aff (35328)         | 52. Teillay (35332)                 |
| 53. Tresbœuf (35343)             |                                      |                                  |                                     |